# Jewgeni Ilgisowitsch Barejew
Jewgeni Ilgisowitsch Barejew (russisch Евгений Ильгизович Бареев, wiss. Transliteration Evgenij Il'gizovič Bareev, englische Schreibweise, die von der FIDE verwendet wird: Evgeny Bareev; * 21. November 1966 in Jemanschelinsk, Oblast Tscheljabinsk) ist ein russischer Schachspieler der Weltspitze, der seit September 2015 für den kanadischen Schachverband gemeldet ist.

## Werdegang
Barejew gewann 1982 die Kadettenweltmeisterschaft U16. Er entwickelte sich schachlich rasant weiter, so qualifizierte er sich bereits 1985 durch einen Sieg in Charkow (vor unter anderem Sergei Dolmatow) bei der  UdSSR-Liga für die UdSSR-Meisterschaft 1986, bei der er 3.–7. wurde. Ende der 1980er Jahre stieg Barejews Stern auf: Er gewann 1987 in Vrnjačka Banja, 1989 in Trnava, 1989 in Moskau und Aosta, 1990 in Dortmund (Open), Moskau und teilte im selben Jahr bei der UdSSR-Meisterschaft in Leningrad Platz 1 bis 4. 1990/91 gewann er in Hastings, 1991/92 und 1992/93 (mit Judit Polgár) erneut. 1994 in Pardubice, im selben Jahr wurde er Zweiter beim nach K.-o.-System ausgetragenen Turnier in Tilburg nach einer 0,5:1,5-Niederlage gegen Waleri Salow, nachdem er Ex-Weltmeister Anatoli Karpow im Halbfinale mit 1,5:0,5 ausgeschaltet hatte.
1995 wurde er im K.-o.-Turnier von Wijk aan Zee Zweiter nach einer Finalniederlage (1,5:2,5) gegen Alexei Drejew. Im selben Jahr gewann Barejew gemeinsam mit Alexei Schirow in León und wurde Zweiter bei der russischen Meisterschaft in Elista hinter Alexander Chalifman. 1999 wurde er Zweiter hinter Garri Kasparow in Sarajevo, 2000 Zweiter hinter Wassyl Iwantschuk in Montecatini Terme. Beim FIDE-World-Cup in Shenyang 2000 unterlag er im Finale dem Inder Viswanathan Anand mit 0,5:1,5. Beim FIDE-World-Cup im Schnellschach 2001 in Cannes wurde Barejew im Finale von Garri Kasparow mit 1,5:0,5 geschlagen. 
2002 errang er einen seiner größten Erfolge: er gewann in Wijk aan Zee. Beim Braingames-Kandidatenturnier 2002 in Dortmund unterlag Barejew Wesselin Topalow im Schnellschach und schied im Halbfinale aus, im selben Jahr gewann er ein stark besetztes Schnellschachturnier in Warschau. 2003 spielte er in einem Wettkampf in Maastricht 2:2 (+0 =4 −0) gegen das Schachprogramm HIARCS. Im selben Jahr gewann er in Enghien-les-Bains. 2005 gewann er in Kasan das sehr stark besetzte Halbfinale zur russischen Meisterschaft in Moskau, bei der er Vierter wurde. Beim FIDE-World-Cup in Chanty-Mansijsk 2005 wurde Barejew nach einem Platzierungssieg über Boris Gelfand Fünfter und qualifizierte sich für das von der FIDE wieder eingeführte Kandidatenturnier. Dort gewann er in der ersten Runde gegen Judit Polgár mit 3,5:2,5, schied in der zweiten Runde aber gegen Péter Lékó mit 1,5:3,5 aus.
Bei mehreren Wettkämpfen, darunter dem Weltmeisterschaftskampf Kasparow-Kramnik 2000 in London, war Barejew Sekundant von Wladimir Kramnik. Er schrieb darüber zusammen mit dem Journalisten Ilja Lewitow das Buch From London to Elista (2007, ISBN 9056912194). Er war von 2010 bis 2011 Trainer der russischen Nationalmannschaft, trat aber nach dem enttäuschenden 4. Platz bei der Mannschaftsweltmeisterschaft in Ningbo zurück. 2011 erhielt er den Titel FIDE Senior Trainer.

## Mannschaftsschach

### Nationalmannschaft
Jewgeni Barejew nahm 1990 mit der sowjetischen, später mit der russischen Nationalmannschaft an fünf Schacholympiaden teil und gewann diese 1990, 1994, 1996 und 1998, wobei er 1996 gleichzeitig das zweitbeste Einzelergebnis der Reservespieler erreichte. Ferner nahm Barejew an drei Mannschaftsweltmeisterschaften teil, er gewann 1997 und 2005 mit der russischen Mannschaft und erreichte 1993 am dritten Brett und 2005 bei den Reservespielern jeweils das beste Einzelergebnis. Außerdem vertrat er Russland bei vier Mannschaftseuropameisterschaften und gewann diese 1992 und 2003.

### Vereine
Barejew gewann die Russische Mannschaftsmeisterschaft 1996 mit Ladja Asow, später trat er bei diesem Wettbewerb für Norilski Nikel Norilsk (2001 und 2002), Ladja Kasan-1000 (2004), Termosteps Samara (2005 und 2006), Elara Tscheboksary (2007), SchSM-64 Moskau (2008) und Ural Jekaterinburg (2009) an. In der deutschen Bundesliga spielte Barejew in der Saison 1991/92 beim Münchener SC 1836 und von 1999 bis 2002 beim Lübecker Schachverein von 1873, mit dem er 2001 und 2002 deutscher Mannschaftsmeister wurde. Die niederländische Meesterklasse gewann Barejew 2005 mit ZZICT/De Variant Breda, die spanische Mannschaftsmeisterschaft 2008 mit CCA CajaCanarias Santa Cruz, die bosnische Premijerliga 2003 mit dem ŠK Bosna Sarajevo, in Frankreich spielte er in der Saison 2002/03 bei Clichy Echecs. 
Barejew nahm zwölfmal am European Club Cup teil und gewann den Wettbewerb 1994 mit  Lyon-Oyonnax, 1997 mit Ladja Asow sowie 1999 und 2000 mit dem ŠK Bosna Sarajevo.